# Lamput
A Lamput indiai animációs televíziós sorozat, amelyet 2017-től sugároz az indiai Cartoon Network. Alkotója Vaibhav Kumaresh, a Vaibhav Studios készíti. 15 másodperces részekből áll, amelyeket a második évadra 2 percesekre bővítettek.  Magyarországon a Boomerangon látható 2020. április 15-től.

## Történet
Lamput egy narancssárga lény, aki megszökik Slim Doc és Fat Doc laboratóriumából. Fat Doc és Slim Doc megpróbálják Lamputot elkapni, de ez sohasem sikerülhet, Lamput alakváltoztató képességei miatt.

## Karakterek

### Főbb szereplők
- Lamput - egy sárga lény aki megszökik Fat Doc és Slim Doc laboratóriumából, és képes alakot váltani.
- Fat Doc - Egy kék színű ember aki Slim Doccal próbálja elkapni Lamputot
- Slim Doc - Egy kék színű ember aki Fat Doccal próbálja elkapni Lamputot

## Epizódok
| Magyar premier    | Eredeti premier  | #  | Magyar cím          | Eredeti cím             |  |
| ----------------- | ---------------- | -- | ------------------- | ----------------------- |  |
|                   |                  |    |                     |                         |  |
| 1. évad           |                  |    |                     |                         |  |
|                   |                  |    |                     |                         |  |
|                   | 2017. március 11 | 01 | A tök               | The Pumpkin             |  |
|                   | 2017. március 11 | 02 | A lufi              | The Ballon              |  |
|                   | 2017. március 11 | 03 | Az álca             | The Camouflage          |  |
|                   | 2017. március 11 | 04 | A kutya             | The Dog                 |  |
|                   |                  | 05 | A festék            | The Paint               |  |
|                   |                  | 06 | A képernyő          | The Title Screen        |  |
|                   |                  | 07 | A szemetes          | The Trash Cans          |  |
|                   |                  | 08 | Az emberek          | The Peoples             |  |
|                   |                  | 09 | A fegyverek         | The Weapons             |  |
|                   |                  | 10 | A másolat           | The Clone               |  |
|                   |                  | 11 | A frizura / A haj   | The Hair                |  |
|                   |                  | 12 | A fénykép           | The Photo Camera        |  |
|                   |                  | 13 | A film              | The Movie               |  |
|                   |                  | 14 | A rablás            | The Robbery             |  |
|                   |                  | 15 | A barátnő           | The Girlfriend          |  |
|                   |                  | 16 | A börtön            | The Jail                |  |
|                   |                  | 17 | Az oroszlán         | The Lion                |  |
|                   |                  | 18 | A virág a hölgynek  | The Flower for the Lady |  |
|                   |                  | 19 | A vihar             | The Storm               |  |
|                   |                  | 20 | A varázslatos trükk | The Magic Trick         |  |
|                   |                  | 21 | A szírt             | The Cliff               |  |
|                   |                  | 22 | A szemvezérlés      | The Eye Control         |  |
|                   |                  | 23 | A farm              | The Farm                |  |
|                   |                  | 24 | Kihasználva         | Passed Out              |  |
|                   |                  |    |                     |                         |  |
| 3. évad           |                  |    |                     |                         |  |
|                   |                  |    |                     |                         |  |
| 2020. április 15. | 2019             | 25 | -                   | '                       |  |
|                   |                  | 26 | '                   | '                       |  |
|                   |                  | 27 | '                   | '                       |  |
|                   |                  | 28 | '                   | '                       |  |
|                   |                  | 29 | '                   | '                       |  |
|                   |                  | 30 | '                   | '                       |  |
|                   |                  | 31 | '                   | '                       |  |

## Fogadtatása
| Év   | Díj                        |                                | Eredmény | Ref.  |
| ---- | -------------------------- | ------------------------------ | -------- | ----- |
| 2017 | Best Animated Frames Award | Case Study of the Year         | Elnyerte | [ 5 ] |
| 2018 | Best Animated Frames Award | Best Animated Episode (Indiai) | Elnyerte | [ 6 ] |